# Filinchen

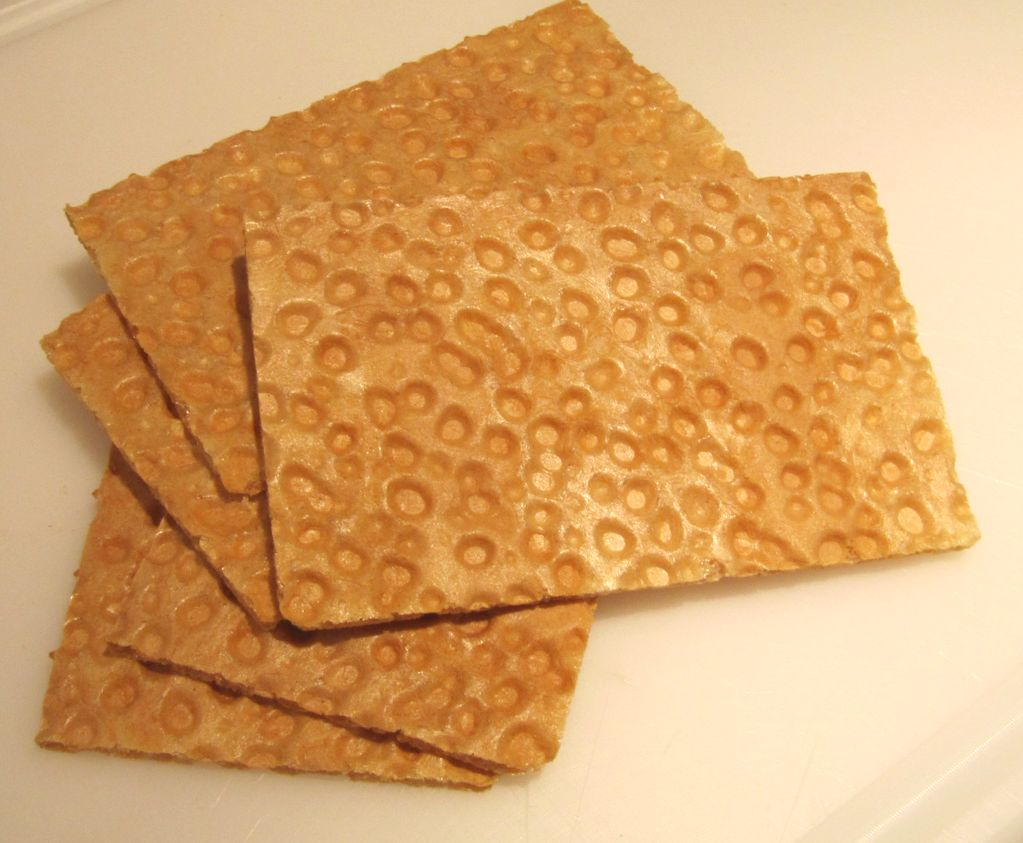
„Filinchen, das Knusper-Brot“, Variante „Original“, Hersteller: Gutena Nahrungsmittel GmbH, Apolda (2014)

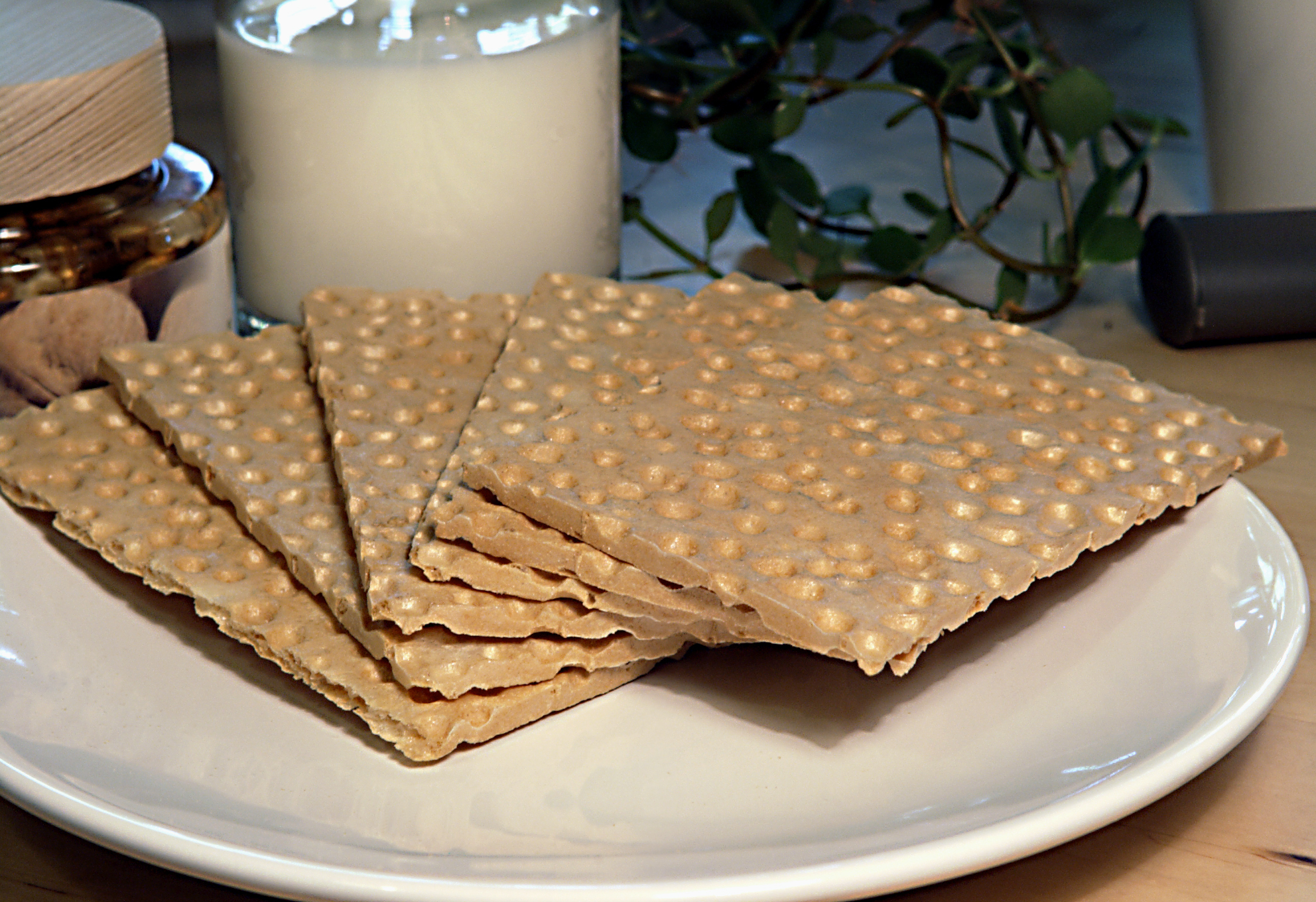
2006er Filinchen mit Vollkornanteil und Dellenmuster

Filinchen ist ein dünnes Waffelbrot aus Thüringen, das in der DDR große Bekanntheit hatte. Es wird heute von der Gutena Nahrungsmittel GmbH in Apolda hergestellt und ist inzwischen bundesweit erhältlich. Es ist kein Knäckebrot, obwohl einige heutige Varianten knäckebrotartige Produkte sind.
Das Waffelbrot besteht aus länglichen, hellgelben Platten. Es ist spröde und bricht sehr leicht, lässt sich daher nur mit weichen Materialien bestreichen. Filinchen wird typischerweise mit süßen Belägen wie Honig, Nusscremes oder Marmelade gegessen, gelegentlich auch mit herzhaften Brotaufstrichen oder Wurst belegt. Filinchen gelten als Frühstücks-, Pausen- oder Sommerbrot. Filinchen wird auch als süßer Snack mit Cremefüllung in den Geschmacksrichtungen Heidelbeere, Milchcreme, Schokocreme und Zitrone angeboten.

## Geschichte
Filinchen gehen auf den Bäckermeister Oskar Kompa zurück, der 1946 in Apolda ein kleines Geschäft eröffnete. Das Waffelbrot sei entstanden, als er seiner Jugendfreundin Felicitas (Kosename „Filinchen“) etwas ganz Besonderes backen wollte. Dies waren die mit einem Waffeleisen hergestellten Brotplatten aus Weizenteig, die er nach ihr benannte.
Mit der industriellen Produktion wurde Mitte der 1950er Jahre begonnen; das Waffelbrot war schnell sehr beliebt. Die Produktion erfolgte nach den Vorgaben des Fünfjahresplans und konnte die Nachfrage der Konsumenten nicht decken. Das Produkt wurde trotz der aus der Zentralverwaltungswirtschaft resultierenden Lieferschwierigkeiten beworben. Damals bevorzugt beliefert wurden Kindertageseinrichtungen, weshalb Filinchen auch aufgrund ihres meist süßen Belages (Honigsorten oder Marmeladen) als Kinderbrot angesehen wurden.
Nach der Wende brach der Absatz für Filinchen zwischenzeitlich ein, stabilisierte sich aber ab 1992 wieder, nachdem einer der ehemaligen Lebensmittelchemiker die Firma aufgekauft hatte. 2019 gaben 79,3 % der ostdeutschen Verbraucher an, dass sie beim Kauf von Erzeugnissen aus diesem Segment immer oder meistens Filinchen erwerben. In den alten Bundesländern beträgt der Marktanteil inzwischen 15 %.
Gutena stellt heute auch Knusperschnitten nach Vollkorn- oder Knäckebrot-Rezepturen her, die sich dem Verbrauchergeschmack anpassend mit herzhaftem Belag verwenden lassen.